# Change (пісня Hotel FM)
«Change» (укр. «Зміна») — пісня, з якою румунський гурт Hotel FM представив Румунію на пісенному конкурсі Євробачення 2011. Композиція отримала 77 балів та посіла 17 місце.